# تبی
شهر تِبی (به سوئدی: Täby) در ناحیهٔ شهریِ تبی در کشور سوئد واقع شده است. جمعیت این شهر ۷۶٬۷۰۰ نفر است.